# Władysław Anders
Władysław Albert Anders (11. august 1892 i Błon – 12. maj 1970 i London) var polsk general under 2. verdenskrig og leder af den polske hær i årene 1944-1945. 
Han var en af generalerne ved slaget om Monte Cassino.